# Sint-Pieterskerk (Rosmeer)

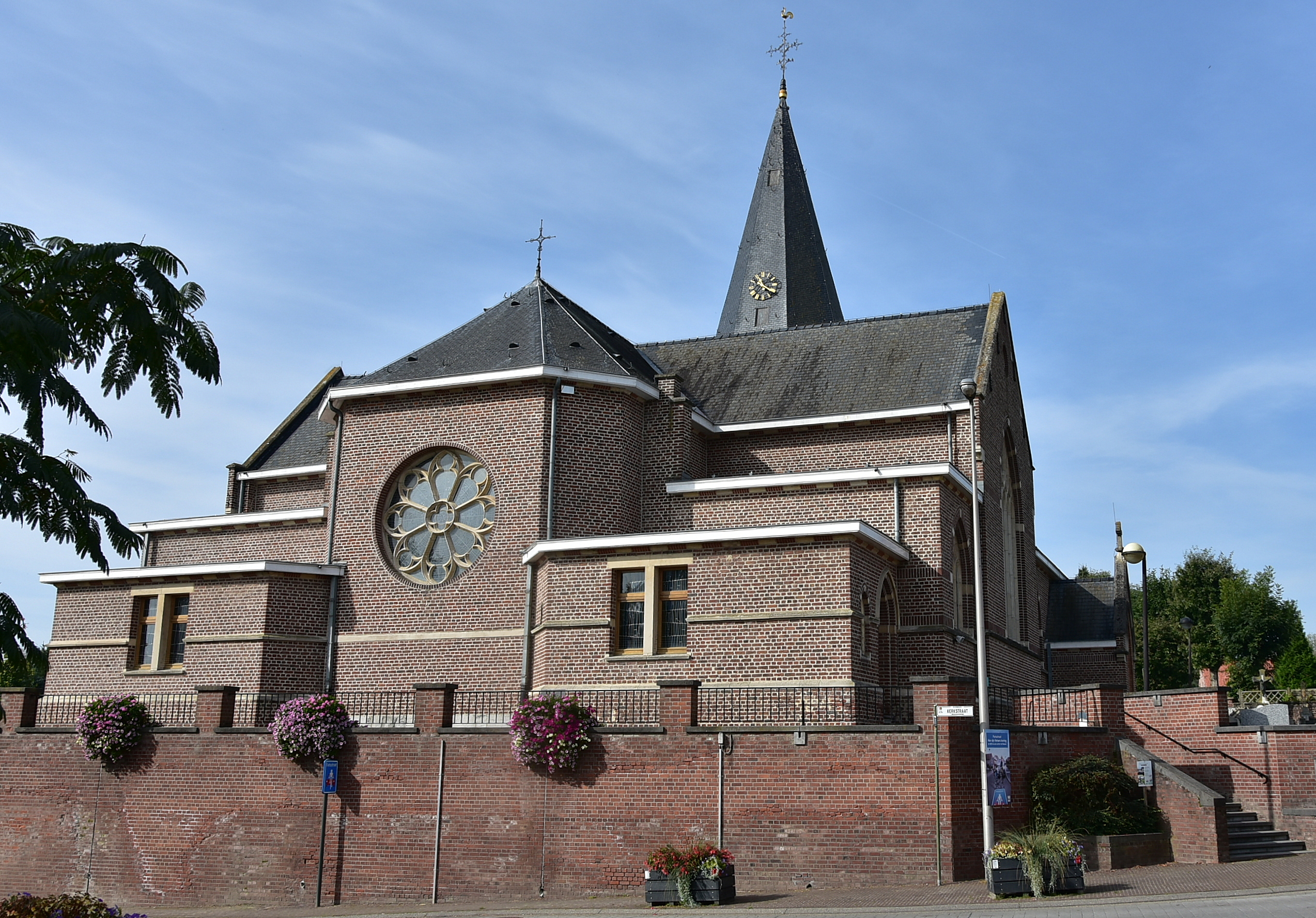
Sint-Pieterskerk

De Sint-Pieterskerk is de parochiekerk van Rosmeer, gelegen aan de Kerkstraat, toegewijd aan apostel Petrus.

## Geschiedenis
De Sint-Pietersparochie is zeer oud. Van de kerk is de 14e-eeuwse toren overgebleven. Deze is uitgevoerd in mergelsteen en heeft drie geledingen en een ingesnoerde naaldspits. De stijl ervan vormt een overgang tussen romaans en gotisch. De muren waren oorspronkelijk vrijwel blind, maar in later tijd werd een oculus boven de ingangsdeur aangebracht.
In 1858 werd de oude kerk vervangen door een bakstenen neogotisch driebeukig bouwwerk, dat in 1934 nog werd vergroot met twee extra zijbeuken.

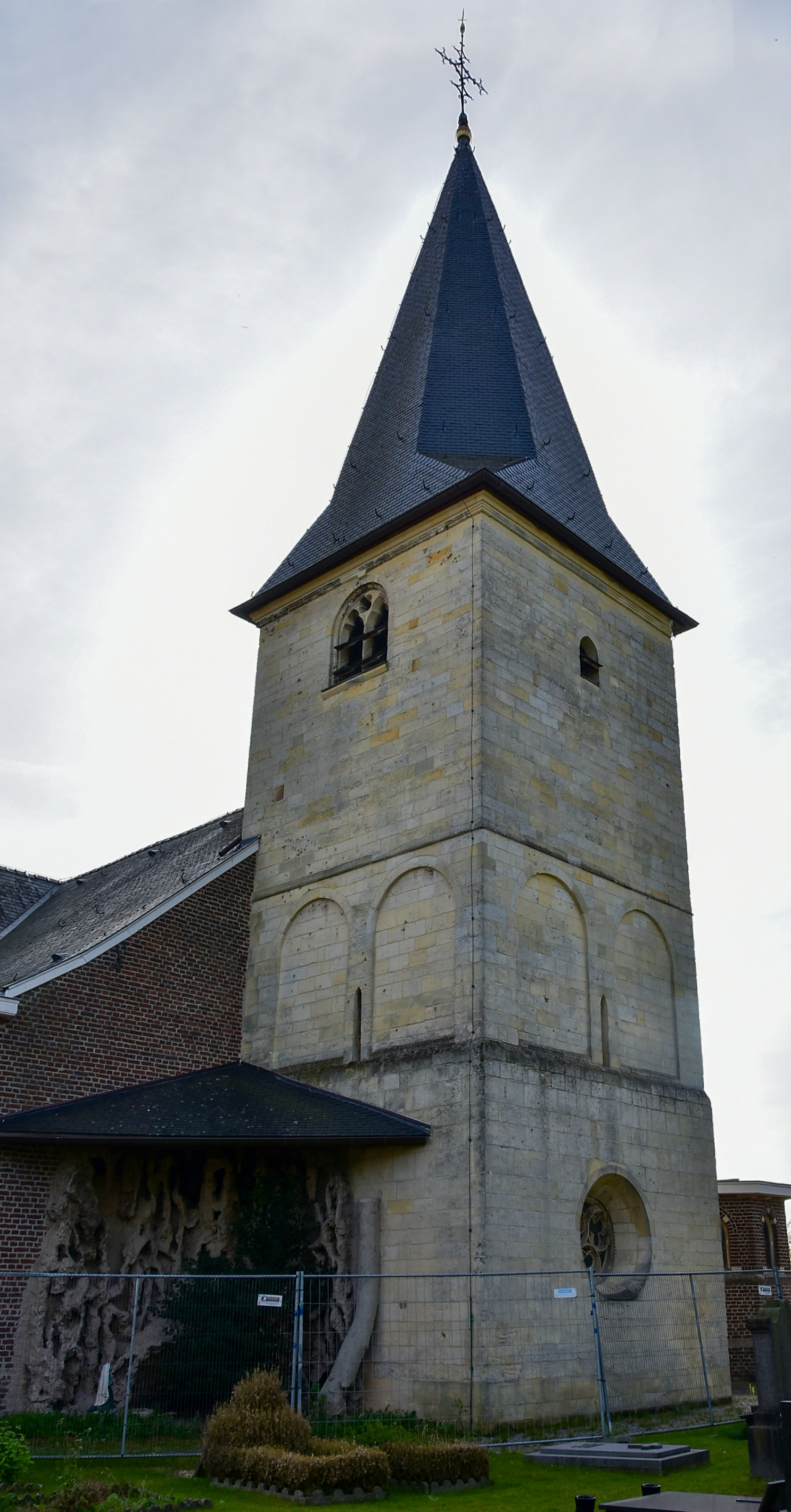
Kerktoren

## Meubilair
Er zijn twee 18e-eeuwse schilderijen, een Sint-Petrus Apostel uit de 1e helft van de 18e eeuw, en een Onze-Lieve-Vrouw van de Rozenkrans uit de 2e helft van die eeuw.
Tot de beelden behoren een Onze-Lieve-Vrouw met Kind in gepolychromeerd hout (14e eeuw), en van eenzelfde materiaal een Heilige Nicolaas met de drie kinderen (15e eeuw), een Heilige Barbara (16e eeuw), een buste van de Heilige Bertilia (16e eeuw) en een Sint-Petrus Paus (16e eeuw), een Heilige Rochus met engel (eind 17e eeuw) en een Calvariekruis (1e helft 19e eeuw).
De hardstenen doopvont met maskers is uit het begin van de 16e eeuw. Het is geplaatst op een 12e-eeuws romaans voetstuk. Ook het hardstenen wijwatervat is gotisch. De communiebank (nu altaar), het doksaal en de sacristiekasten zijn uit het midden van de 18e eeuw en uitgevoerd in eikenhout.
Op de begraafplaats vindt men enkele 17e-eeuwse grafkruisen.